# エミネット
株式会社エミネットは、鳥取県米子市に本社を置く通信販売会社。

## 沿革
吾左衛門寿しを通信販売する株式会社米吾の里健康食品事業部が、2000年3月に米吾の里から有限会社として独立したのちに、2006年9月から株式会社になる。
前社のころより食品全般を扱っていたが、マイタケエキスの製造を機に鳥取大学や鳥取県産業技術センターと産学官連携を始め、魚の鱗からコラーゲンを抽出する技術を開発した。2000年3月から販売を開始したフィッシュコラーゲン「天使のララ」は、アンチエイジング商品としてインターネットで注目されている。

### 年表
- 1994年7月 - 株式会社米吾の里(株式会社エミネット関連会社)設立
- 1995年 - マイタケエキスを開発・機能性評価の研究
- 1998年 - 高純度液体フィッシュコラーゲン「天使のララ」開発
- 2000年3月 - 株式会社米吾の里の健康事業部を独立。美と健康をテーマに有限会社エミネット(現 株式会社エミネット)設立
- 2000年4月 - マイタケ濃縮エキス「まいたけ先生」、高純度液体フィッシュコラーゲン「天使のララ」を通信販売にて販売開始
- 2000年10月 - 第59回日本癌学会の総会において、弊社のマイタケエキス製品提供による「マイタケ(Grifolafrondosa)エキスの抗腫瘍効果」について学術成果発表
- 2001年9月 - 第60回日本癌学会の総会において、弊社のマイタケエキス製品提供による「マイタケ(Grifolafrondosa)エキスのIn vivoに於ける抗腫瘍効果の検討」について学術成果発表
- 2002年10月 - 第61回日本癌学会の総会において、弊社のマイタケエキス製品提供による「胃癌細胞株TMK-1に於けるマイタケ(Grifolafrondosa)エキスの抗腫瘍効果に関する検討」について学術成果発表
- 2005年9月 - 「しあわせ家族のほほえみまいたけ」を通信販売にて販売開始
- 2006年4月 - 天使のララ スキンケア化粧品を開発。「天使のララ ソープ」、「天使のララ モイスチャーゲルII」を通信販売にて販売開始
- 2007年4月 - 地方独立行政法人鳥取県産業技術センターに研究開発部入居、共同研究を推進
- 2009年10月 - 事業伸展に伴い、エミネット本社の社屋を増築
- 2011年10月 - プライバシーポリシーマーク(Pマーク)取得
- 2013年4月 - マイタケ濃縮エキス専用工場を新設
- 2013年9月 - 天使のララ スキンケア化粧品の導入美容液「天使のララ ファーストセラム」を通信販売にて販売開始
- 2014年11月 - マイタケ濃縮エキス専用工場と、天使のララ工場にてFSSC22000認証取得
- 2015年9月 - 「天使のララ」配合ヘアケア、「ハリ シャンプー」「ハリ トリートメント」を通信販売にて販売開始
- 2016年3月 - 国が機能性表示食品制度の施行に伴い、「天使のララ」で申請に向けて3種類の臨床試験(『過剰摂取安全性確認試験』『長期摂取安全性確認試験』『有効性確認試験』)を実施
- 2016年10月 - 臨床試験のデータを解析し、過剰摂取と長期摂取による安全性に問題がないこと、また「天使のララ」を摂取することによって顔肌の水分量が増加する有効性を確認
- 2017年10月 - 「天使のララ」の過剰摂取と長期摂取におけるそれぞれの安全性に関する学術論文2本が査読を経て、米子医学会誌『米子医学雑誌』に掲載
- 2018年4月 - 「天使のララ」摂取による顔肌への有効性についての学術論文が日本機能性食品医用学会誌『機能性食品と薬理栄養』に掲載
- 2018年12月 - 「天使のララ」摂取による顔肌への有効性について、『日本機能性食品医用学会学術総会』で口演による学術発表
  - 6月3日 - 準備から5年の歳月を経て、消費者庁に「天使のララ」が機能性表示食品として登録され、届出番号(E29)が付与される
- 2019年10月 - 「海外事業部」を発足。シンガポールで開催された栄養補助食品イベント『Vitafoods Asia 2019』において、「天使のララ」が世界的に有名なNutraIngredients-Asia.comよりアジア注目商品として取材を受け、記事に掲載される
- 2020年3月 - 海外向けのショッピングサイト『ZenPlus』に出店
  - 3月24日 - エミネット公式ECサイトがリニューアルオープン

## 製品

### 健康食品
- コラーゲン『天使のララ』
- 『天使のララ』コラーゲンヨーグルト
- おいしいレモンのビタミンC
- マイタケエキス『まいたけ先生』
- 黒マイタケ『ほほえみまいたけ』

### 化粧品
- 『天使のララ』コラーゲンソープ
- 『天使のララ』コラーゲンモイスチャーゲル